# Война в Абхазии (1998)
«Шестидневная война» в Абхазии (20—26 мая 1998 года, груз. აფხაზეთის ომი) — операция вооружённых сил самопровозглашённой Республики Абхазия по ликвидации грузинских полувоенных («партизанских») формирований, пытавшихся установить контроль над территорией Гальского района Абхазии.

## Предыстория
После прекращения боевых действий, в ходе которых абхазские силы установили контроль практически над всей территорией Абхазии (за исключением верхней части Кодорского ущелья), 14 мая 1994 года грузинская и абхазская стороны подписали в Москве Соглашение о прекращении огня и разъединении сил. На основании этого документа и последующего решения Совета глав государств СНГ в зоне конфликта с июня 1994 года были размещены Коллективные силы СНГ по поддержанию мира, в задачу которых входило поддержание режима невозобновления огня.
В течение 1994—1997 годов несколько десятков тысяч этнических грузин (мегрелов), покинувших в ходе войны места своего проживания на территории Гальского района Абхазии и не принимавших участия в боевых действиях, вернулись в родные места. Абхазские власти согласились на их возвращение под давлением мирового сообщества. Кроме того, до войны подавляющее большинство местного населения составляли этнические грузины (мегрелы), и с их уходом местное хозяйство пришло в упадок. Вопрос о возвращении грузинских беженцев в остальные районы Абхазии за несколько лет так и не был решён на официальном уровне.
МВД Абхазии, в котором практически все сотрудники имели опыт боевых действий, не располагало достаточными силами для того, чтобы контролировать всю территорию Гальского района, и было вынуждено сосредоточить внимание на обеспечении безопасности районного центра Гали. Подразделений вооружённых сил Абхазии здесь практически не было.
После отступления с территории Гальского района регулярных грузинских войск здесь при активной поддержке значительной части местного населения продолжили подпольную и минно-диверсионную деятельность против абхазской милиции бывшие грузинские ополченцы и сотрудники МВД Абхазской Автономной Республики (в составе Грузии) — официальные грузинские органы называли их «партизанами» и подчёркивали, что не имеют к их действиям никакого отношения. Почувствовав со временем свою силу, грузинские вооружённые группы начали оказывать давление и на посты Коллективных сил по поддержанию мира, пытаясь деморализовать их и заставить отказаться от полного выполнения своих функций. Не располагая достаточными силами для того, чтобы установить контроль над территорией Гальского района, эти группы тем не менее своими действиями дестабилизировали ситуацию и подрывали миротворческий процесс.
Наиболее крупным «партизанским» формированием, прошедшим подготовку в тренировочных лагерях на грузинской территории, стал «Белый легион» (командир Зураб Самушия, приверженец Гамсахурдиа). Незадолго до событий мая 1998 года был создан ещё один отряд — «Лесные братья» (командир Дато Шенгелия, ранее член «Мхедриони»). В апреле 1998 года активность грузинских «партизанских» формирований значительно возросла. Имея агентуру и налаженную систему наблюдения по всему району, они отслеживали все передвижения представителей абхазских властей и КСПМ и устраивали засады и устанавливали минные фугасы против конкретных лиц или единиц бронетехники, попавших в «чёрный список». Действия грузинских «партизанских» формирований координировались из Зугдиди людьми, тесно связанными с Министерством госбезопасности Грузии (МГБ). Вся территория Гальского района уже к марту 1998 года была условно поделена на восемь зон ответственности отдельных диверсионных групп. Воспользовавшись пассивностью КСПМ, грузинские формирования развернули здесь создание баз, строительство укрепрайонов, вооружали местное население. В нескольких населённых пунктах были водружены государственные флаги Грузии. Фактически под контролем грузинских формирований оказалась вся территория Гальского района.
6 мая абхазские вооружённые силы были переведены в состояние полной боевой готовности, после того как стало известно, что Верховный Совет Абхазии в изгнании переехал из Тбилиси в Зугдиди и развернул в Зугдидском районе, вдоль реки Ингури (фактической грузино-абхазской границы), свои полувоенные формирования («правоохранительные органы»). По заявлению абхазских властей, около 300 грузинских боевиков («партизан») вторглись в Гальский район и начали приготовления к широкомасштабной подрывной акции. По данным абхазских источников, они проводили работу среди местного грузинского населения (в особенности женщин и детей), убеждая их временно покинуть свои дома и укрыться на случай возобновления боевых действий.
18 мая было совершено нападение на отделение абхазской милиции в деревне Репи Гальского района, в ходе которого погибли 17 сотрудников милиции.

## Боевые действия
Согласно абхазским источникам, в середине мая стало известно, что «Белый легион» и «Лесные братья» при поддержке внутренних войск Грузии намерены ко дню независимости Грузии, 26 мая, с боем овладеть Гали, отторгнуть Гальский район от Республики Абхазия и разместить в Гали правительство так называемой Автономной Республики Абхазия во главе с Тамазом Надарейшвили. Получив эту информацию, руководство Абхазии приняло решение о проведении операции по ликвидации грузинских вооружённых формирований в Гальском районе.
Согласно информации грузинских СМИ, абхазские силы, вошедшие 20 мая в Гальский район, насчитывали около 1500 человек, с танками T-55 и T-72, бронетранспортёрами и артиллерийскими орудиями. Грузинские боевики, вооружённые гранатомётами и стрелковым оружием, держали оборону на заранее подготовленных позициях, при активной поддержке артиллерии и бронетехники МВД Грузии. Самые ожесточённые бои шли за селения Кхумушкури (Хумушкур), Земо-Баргеби (Верхний Баргяп), Сида и Саберио (населённый пункт, в котором располагается диспетчерская Ингури ГЭС). Боевые действия длились шесть дней.
Рано утром 20 мая резервисты Восточной группы войск (ВГВ) совместно со спецподразделениями Министерства обороны, Службы безопасности и МВД начали наступление на селения Хумушкур и Сида. Операция проходила под общим командованием заместителя министра обороны, командующего Восточной группой войск полковника В. Ануа. На подступах к с. Хумушкур наступающие натолкнулись на глубоко эшелонированную оборону и после ожесточённого боя были вынуждены отойти. Вторая группа, уничтожив группировку противника на подступах к Сиде, овладела селением.
В результате этой операции и последовавшей разведки выяснилось, что во всех населённых пунктах Гальского района (за исключением г. Гали и с. Чубурхинджи) были созданы укрепрайоны с инженерными сооружениями. Общая численность обороняющихся, по оценке разведки, доходила до 2000 человек. В связи с этим возникла необходимость проведения крупномасштабной военной операции. В министерстве обороны (Сухуми) был сформирован командный пункт под руководством министра обороны В. Миканбы, в штабе Восточной группы войск (Очамчири) — запасной командный пункт, в Гали — передовой пункт управления в составе: генерал-майор Г. Агрба — первый заместитель министра обороны, генерал-майор В. Аршба — начальник Генштаба, генерал-майор М. Кишмария — военный комиссар, полковник А. Тарба — председатель Совета безопасности, полковник В. Лагвилава — заместитель министра внутренних дел, полковник В. Ануа — зам. министра обороны, командующий ВГВ.
21 мая в связи с начавшимися боевыми действиями министр обороны Грузии Давид Тевзадзе провёл переговоры в Зугдиди с командующим КСПМ СНГ генералом С. Коробко. Тем временем вооружённые силы Грузии, МВД и пограничная служба были приведены в полную боеготовность. В тот же день абхазская делегация прибыла в Тбилиси для переговоров с грузинским руководством.
22 мая на чрезвычайном заседании Координационного совета (созданного в 1997 году в рамках женевского переговорного процесса) стороны одобрили проект совместного протокола, обязывающего Абхазию вывести войска из Гальского района, а Грузию — прекратить действия «партизанских» отрядов на территории района. По мнению экспертов, это стало косвенным признанием того, что грузинские власти в определённой степени контролируют действия полувоенных формирований.
Тем временем утром 22 мая наступление абхазских сил продолжилось сразу в нескольких направлениях. В ходе первого этапа операции было подавлено сопротивление в населённых пунктах Цхир, Хумушкур, Сашамугио, Земо-Баргеби (Верхний Баргяп) и Таглан (Тагилони). К исходу 24 мая образовалась линия фронта по рубежу: ж/д станция Салхино — Таглан-1 — Сида-2 (бывшая тюремная зона) — Верхний Баргяп, местечко Сабутбайо. С началом крупномасштабной операции абхазских сил командование грузинских сил обратилось к президенту Эдуарду Шеварднадзе с призывом ввести бронетехнику в Гальский район и начать полномасштабную войну против Абхазии. Но президент и министр иностранных дел Грузии отказались пойти на это. По настоятельной просьбе президента Шеварднадзе министр обороны России Игорь Сергеев дал указание командующему КСПМ предоставить защиту мирному грузинскому населению, вновь, как и в 1993 году, вынужденному спасаться от боевых действий.
В то время как абхазские силы продолжали наступление, в Гаграх при посредничестве Специального представителя Генерального секретаря ООН Л. Боты и командующего КСПМ СНГ С. Коробко проходили переговоры о прекращении огня.
24 мая грузинские силовые министры на закрытом совещании в Зугдиди обсудили складывающуюся ситуацию. Одновременно генеральная прокуратура Грузии официально заявила, что в боевых действиях на территории Гальского района не принимают участие какие-либо военнослужащие регулярной армии Грузии. В период с 23 по 26 мая на территорию Гальского района были направлены подразделения 1-й бригады внутренних войск Грузии — позднее министр обороны Давид Тевзадзе пояснил, что речь шла о поддержании «коридора безопасности» для мирных беженцев.
25 мая Грузия и Абхазия подписали «Протокол о прекращении огня, разведении вооружённых формирований и гарантиях по недопущению силовых действий» («Гагрский протокол»), по которому Грузия обязалась «принять эффективные меры по пресечению проникновения в Абхазию террористических и диверсионных групп, вооружённых формирований и лиц», а Абхазия — «не допускать противоправные силовые действия в отношении мирного населения Гальского района». Согласно подписанному документу, прекращение огня должно было вступить в силу с 06:00 утра 26 мая, после чего требовалось начать разведение противоборствующих сторон, однако абхазские силы продолжали операцию до 15:00 26 мая, взяв под свой контроль почти всю территорию Гальского района. Примерно тридцать тысяч мирных жителей вновь покинули свои жилища и бежали в Зугдиди, на территорию, подконтрольную Грузии.

## Потери
По данным Генеральной прокуратуры Грузии, грузинская сторона потеряла убитыми 17 военнослужащих и 35 мирных жителей, 6 человек пропали без вести, 24 были ранены и 56 взяты в плен. Абхазские потери оценивались в 600 убитых и сотни раненых. По данным ИТАР-ТАСС, полученным из Зугдидского района Грузии, «после вступления в силу соглашения о прекращении огня абхазские вооружённые формирования стали сжигать опустевшие жилые дома в селах Отобайя, Тагилони, Земо Баргеби, Набакеви, Дихазурга, Саберио». По данным Генеральной прокуратуры Грузии, всего было сожжено 1695 домов.
По абхазским данным, силовые структуры Абхазии потеряли 8 человек убитыми и ещё 20 ранеными, тогда как грузинские потери составили около 150 человек убитыми и ранеными.